# Cándido (escritor)
Carlos Luis Álvarez Álvarez, más conocido por su seudónimo Cándido (Oviedo, 14 de enero de 1928-Madrid, 15 de agosto de 2006), fue un escritor y periodista español.

## Biografía
Hijo de periodista, estudió Derecho en la Universidad Complutense de Madrid, pero antes de licenciarse se matriculó en la Escuela Oficial de Periodismo, en la que se graduó en 1955. 
Comenzó su carrera periodística en 1956 en el diario madrileño ABC, donde estuvo hasta 1978 e hizo muy popular su seudónimo Cándido en homenaje al famoso personaje de Voltaire, aunque también usó el menos popular de Arturo en publicaciones como Arriba y Pueblo. En ABC se encargó de la columna de crítica municipal, una de las pocas secciones de la prensa que en los años cincuenta podía ser algo crítica. Cuando murió César González Ruano se ocupó de la columna de literatura que este escribía cada día. Como enviado especial del periódico estuvo en varios países de Europa y África, y también en la India, viaje que le marcó profundamente.
Se ocupó de la crítica teatral en Arriba cuando este periódico estuvo dirigido por Jaime Campmany, labor por la que obtuvo en 1973 el premio Foro Teatral a la mejor labor crítica de teatro. Posteriormente pasaría a realizar labores similares en la revista Blanco y Negro.
Fue subdirector de la revista Índice, entre 1969 y 1970 habiendo sido anteriormente, entre los años 1960-1961, secretario de redacción. Colaboró en El Español, Juventud, Arriba y la prensa del Movimiento (1975). Fue redactor en Pueblo (1975-1976) y en la Hoja del Lunes de Madrid (1978), donde escribió las Constituyentes, los debates de la Constitución de 1978. Además, en 1979 fue columnista de Informaciones. 
En estas nuevas colaboraciones ya mostró una "marcada tendencia política y con el talante reflexivo que había ido adquiriendo -siempre en conflicto- en la revista Índice". 
Miembro de la Asociación de Periodistas Europeos (APE), presidió la sección española de esta asociación desde su fundación en 1981 hasta su fallecimiento.
Volvió a ABC con la columna "De ayer y de hoy", y luego empezó a colaborar con los editores del Grupo Z. Dirigió la última etapa de la revista humorística La Codorniz hasta su cierre en 1978 y formó parte del grupo creador de otra del mismo género, Hermano Lobo. Entre 1982 y 1983 fue por cuatro meses jefe del Gabinete de Relaciones Externas de RTVE, cargo del que dimitió en abril. Fue asesor de Presidencia del Grupo Zeta, Consejero de la Agencia EFE y de Telemadrid. Colaboró en las publicaciones Tiempo, Interviú, El Periódico de Cataluña, Negocios, Dinero, y la Agencia de Información OTR. 
Entre los reconocimientos de Cándido están los premios periodísticos González-Ruano, Luca de Tena (1961), Mariano de Cavia (1976) y el Premio Nacional de Periodismo Miguel Delibes (2001). Además, fue Periodista del Año en 1968, Premio Foro Teatral a la mejor labor crítica (1973) y Premio Europeo de Periodismo 1990 por su defensa de los valores que constituyen los pilares de la integración europea. 
En 1995 fue nombrado hijo predilecto de su ciudad natal, Oviedo.
En enero de 1996 la Asociación de la Prensa de Madrid le concedió el Premio Javier Bueno a la Mejor Labor Periodística. Ese mismo año, el presidente de la Junta de Galicia le hizo entrega de la 'Pluma de Oro' del Club de la Escritura. En diciembre de 2005 fue galardonado con la medalla al Mérito en el Trabajo.
Además formó parte de varios jurados en entregas de premios, entre ellos el Príncipe de Asturias y el Premio de Teatro Mayte (Cándido ejerció en bastantes ocasiones la crítica teatral).
En abril de 2006 recibió la Gran Cruz del Mérito Civil en reconocimiento a su trayectoria profesional.
Falleció en la Clínica de La Moraleja de Madrid el 15 de agosto de 2006 a causa de un cáncer de colon que padecía desde hacía tiempo agravado por su diabetes crónica; sus restos fueron incinerados. Estuvo casado con Carmen Aguarón, con la que tuvo tres hijos, y contrajo matrimonio en segundas nupcias en julio de 1989.

## Producción literaria
Escribió varias obras, entre ellas Miseria y esplendor de la India (1965), Las ciento y una últimas horas de Cándido (1968), Azorín ante el cine (1975), Caperucita y los lobos (1976) y 74 artículos de Cándido en ABC (1982). En 2001 publicó sus dos últimas obras, Pecado escarlata y Qué es la dignidad.
Escribió además numerosos libros de memorias muy importantes por su espléndido estilo y por la penetración de sus análisis sobre la vida española del franquismo y la transición: Un periodista en la dictadura (1976), que salió muy estragado de erratas; De ayer a hoy (1978) y Memorias prohibidas (1995), sin duda el más importante y autobiográfico de todos.
Un año después publicó La sangre de la rosa. El poder y la época (1982-1996), en el que realiza un análisis crítico de los gobiernos del PSOE. Como articulista le caracterizó la concisión, una inteligente ironía y un extenso y humanista bagaje cultural de base grecolatina. Eduardo Haro Tecglen comentaba en sus memorias sobre este amigo suyo que

Tiene una cultura, un conocimiento sagrado de clásicos y modernos, los romanos o los asturianos, Cicerón o Pérez de Ayala, un giro latino, una lectura particular y misteriosa de lo sagrado, un fondo milenario de sefardita, y escribía con todo ello.
Eduardo Haro Tecglen

Por su parte, el también periodista Martín Prieto escribió también:

Siempre le admiré desde que, adolescente, leí un artículo suyo que sólo relataba sus reflexiones viendo por una ventana a un obrero apaleando arena... Era un folio, pero para escribir aquello era requisito previo haber leído a Heiddeger.
Martín Prieto

En sus Memorias prohibidas narra también cómo trabajó como "negro" literario en 1956 por 25.000 pesetas. Se lo encargó el subdirector general de Prensa, Valentín González Durán, en nombre de fray Justo Pérez de Urbel, y seguramente con el permiso o instigación del director general Juan Aparicio y el ministro de Información, Arias Salgado. Se trataba de redactar trescientos folios para veinte biografías bajo el título de Los mártires de la Iglesia y el subtítulo Testigos de su fe que habían muerto asesinados durante la Guerra Civil; el encargo era tan urgente que debía estar concluido en un mes e iría firmado por fray Justo Pérez de Urbel, abad del Monasterio del Valle de los Caídos, que cobró 40.000 duros de entonces (200.000 pesetas); las prisas hicieron que Cándido se inventase muchos de esos heroicos mártires de la fe para ir más rápido; el beneficiario nunca le dio las gracias ni se molestó en verificar la obra.

Las trescientas setenta páginas fueron una mezcla de invención y de plagio. (...) Inventé demencias y profanaciones y sentí piedad por los humildes. (...) Plagié bastante, como digo. Entre otros libros, Checas de Madrid, de Tomás Borrás, del que hurté muchas páginas. (...) Un día me acerqué a él y le dije: "Oiga Borrás, le he copiado treinta o cuarenta páginas de Checas de Madrid, puede llevarme a la cárcel, pedirme cien millones de indemnización o llevar a la cárcel a fray Justo Pérez de Urbel, que es el que firma el libro que yo he escrito".
Carlos Luis Álvarez, Cándido

El diario del Vaticano, L'Osservatore Romano, según Cándido, hizo grandes elogios del libro y vaticinó que pronto muchos de aquellos mártires subirían a los altares. Cándido aprovechó esta anécdota para construir con ella su única novela, Pecado escarlata (2001), en la que expió su oscura labor de negro literario en clave de esperpento.

## Obra
- La rueda y el camino: cinco mil años de la carretera (1963)
- Miseria y esplendor de la India: lo que yo he visto (1965)
- Las ciento y una “últimas horas” de Cándido: historia de una evolución y de un conflicto (1968)
- Azorín ante el cine (1975)
- Caperucita y los lobos (1976)
- Un periodista en la Dictadura (1976)
- De ayer a hoy (1978)
- 74 artículos de Cándido en ABC (1982)
- Memorias prohibidas (1995)
- La sangre de la rosa (1996)
- El poder y la época (1982-1996) (1996)
- Pecado escarlata. Novela de una mártir falsa (2001)
- Qué es la dignidad (2001)